# Dodonaea
Dodonaea es un género de cerca de 70 especies de planta con flores de la familia de las sapindáceas, con una distribución cosmopolita en regiones tropicales, subtropicales, templadas y calientes de África, América, sur de Asia, Australasia. Lejos la mayor diversidad de especies está en Australia.
Son arbustos y pequeños árboles de 1-5 m de altura. Hojas alternas, simples o pinnadas. Flores producidas en cortos racimos. El Fruto es una cápsula, con dos o tres alas.
Fue nombrado este género por Rembert Dodoens, también conocido como Rembertus Dodonaeus.
Especies
- Dodonaea adenophora Miq.
- Dodonaea amblyophylla Diels
- Dodonaea amplisemina K.A.Sheph. & Rye
- Dodonaea aptera Miq.
- Dodonaea baueri Endl.
- Dodonaea biloba J.G.West
- Dodonaea boroniifolia G.Don
- Dodonaea bursariifolia F.Muell.
- Dodonaea caespitosa Diels
- Dodonaea camfieldii Maiden & Betche
- Dodonaea ceratocarpa Endl.
- Dodonaea concinna Benth.
- Dodonaea coriacea (Ewart & O.B.Davies) McGill.
- Dodonaea divaricata Benth.
- Dodonaea elaeagnoides Rudolph ex Ledeb. & Alderstam
- Dodonaea ericoides Miq.
- Dodonaea falcata J.G.West
- Dodonaea filifolia Hook.
- Dodonaea filiformis Link
- Dodonaea glandulosa J.G.West
- Dodonaea hackettiana W.Fitzg.
- Dodonaea heteromorpha J.G.West
- Dodonaea hexandra F.Muell.
- Dodonaea hirsuta (Maiden & Betche) Maiden & Betche
- Dodonaea humifusa Miq.
- Dodonaea humilis Endl.
- Dodonaea inaequifolia Turcz.
- Dodonaea intricata J.G.West
- Dodonaea lagunensis M.E.Jones
- Dodonaea lanceolata F.Muell.
- Dodonaea larraeoides Turcz.
- Dodonaea lobulata F.Muell.
- Dodonaea macrossanii F.Muell. & Scort.
- Dodonaea madagascariensis Radlk.
- Dodonaea megazyga (F.Muell.) F.Muell. ex Benth.
- Dodonaea microzyga F.Muell.
- Dodonaea multijuga G.Don
- Dodonaea oxyptera F.Muell.
- Dodonaea pachyneura F.Muell.
- Dodonaea peduncularis Lindl.
- Dodonaea petiolaris F.Muell.
- Dodonaea physocarpa F.Muell.
- Dodonaea pinifolia Miq.
- Dodonaea pinnata Sm.
- Dodonaea platyptera F.Muell.
- Dodonaea polyandra Merr. & L.M.Perry
- Dodonaea polyzyga F.Muell.
- Dodonaea procumbens F.Muell.
- Dodonaea ptarmicifolia Turcz.
- Dodonaea rhombifolia N.A.Wakef.
- Dodonaea rigida J.G.West
- Dodonaea rupicola C.T.White
- Dodonaea scurra K.A.Sheph. & R.A.Meissn.
- Dodonaea serratifolia McGill.
- Dodonaea sinuolata J.G.West
- Dodonaea stenophylla F.Muell.
- Dodonaea stenozyga F.Muell.
- Dodonaea subglandulifera J.G.West
- Dodonaea tenuifolia Lindl.
- Dodonaea tepperi F.Muell. ex Tepper
- Dodonaea triangularis Lindl.
- Dodonaea trifida F.Muell.
- Dodonaea triquetra J.C.Wendl.
- Dodonaea truncatiales F.Muell.
- Dodonaea uncinata J.G.West
- Dodonaea vestita Hook.
- Dodonaea viscosa (L.) Jacq.

Las especies de Dodonaea son alimento de larvas de algunas especies de Lepidoptera incluyendo a Aenetus eximia y Aenetus ligniveren.